# Ихван Ридван Раис
Ихван Ридван Раис (индон.  Ihwan Ridwan Rais; 5 августа 1951, Бандар-Лампунг — 30 марта 1966, Джакарта) — индонезийский школьник, член антикоммунистической организации КАППИ. Участник антикоммунистической кампании 1965—1966 и протестов против правительства Сукарно. Убит при разгоне молодёжной демонстрации. После свержения Сукарно героизирован.

## Учёба
Родился единственным ребёнком в мусульманской семье. Получив на родине (юг острова Суматра) начальное образование, вместе с матерью перебрался в Джакарту. Учился в средней школе. Состоял в массовой организации Учащиеся мусульмане Индонезии (PII).
Ихван Ридван Раис интересовался общественной жизнью. Как мусульманский активист ориентировался на правых антикоммунистов.

## Активность и гибель
Во время антикоммунистической кампании 1965—1966 14-летний Ихван Ридван Раис активно примкнул к союзу школьников КАППИ. Участвовал в антикоммунистических демонстрациях, поддерживал Три народных требования к Сукарно — запрет индонезийской компартии и марксизма-ленинизма, чистка госаппарата от коммунистов, снижение цен.
В марте 1966 года полиция Сукарно (к тому времени фактически лишённого власти, но формально ещё остававшегося президентом) арестовала нескольких руководителей КАППИ во главе с Хусни Тамрином. Активисты КАППИ и КАМИ устроили новые массовые демонстрации за освобождение арестованных. Ихван Ридван Раис принимал в них участие. Несмотря на просьбу матери оставаться дома, он вышел на очередную демонстрацию и погиб, получив пулевое ранение при разгоне манифестации сотрудниками правоохранительных органов. Его гибель вызывала массовое возмущение и способствовала жёстким мерам против сторонников Сукарно. Хусни Тамрин и его соратники вскоре были освобождены.

## Память
После свержения Сукарно Ихван Ридван Раис был причислен к двенадцати народным героям, погибшим в борьбе со «старым порядком». Его образ почитается правомусульманской общественностью. Именем Ихвана Ридвана Раиса названа улица в центре Джакарты.